# Osman Hussein
Osman Hussein est un homme politique soudanais qui occupe le poste de Premier ministre par intérim du Soudan depuis le 19 janvier 2022, à la suite de la démission d'Abdallah Hamdok le 2 janvier,.
Il a été secrétaire général du cabinet du Premier ministre du 13 mars 2019 au 19 janvier 2022.